# أمينوفينازون
إنّ الأمينوفينازون (أو أمينوبيرين) تملك خواص مسكنة ومضادة للالتهاب وخافضة للحرارة لكنها قد تسبب ندرة المحببات. استخدم اختبار التنفس باستخدام الأمينوبيرين الموسوم C13 كإجراء غير غازي للفعالية الاستقلابية للسيتوكروم P-450 في اختبارات وظائف الكبد.